# Svensk-amerikanska handelskammaren i Philadelphia
Svensk-amerikanska handelskammaren i Philadelphia eller SACC-Philadelphia är en av totalt 19 svensk-amerikanska handelskammare som är en del av SACC-USA.

## Om
SACC-Philadelphia grundades 1999 som en non-profit organisation för och är aktiv i regionen kring Philadelphia, södra New Jersey, och Delaware. 

## Mål
Målet är att underlätta och marknadsföra utbytet av teknologi, handel och kultur mellan Sverige och regionen king Philadelphia. Organisationen erbjuder också medlemmarna ett spektrum av tjänster och event där medlemmarna kan nätverka och bygga upp ett socialt och professionellt nätverk.

## Medlemmar
Till SACC-Philadelphias medlemmar hör de följande: 

Qliktech Inc. är den största medlemmen och har den högsta typen av medlemskap - Three Crown Member.

SCA America är den näst största medlemmen och har den näst högsta typen av medlemskap - Two Crown Member.

SKF USA är den tredje största medlemmen och har den tredje högsta typen av medelmskap - One Crown Member.